# Tetranchyroderma cirrophorum
Tetranchyroderma cirrophorum is een buikharige uit de familie Thaumastodermatidae. Het dier komt uit het geslacht Tetranchyroderma. Tetranchyroderma cirrophorum werd in 1950 voor het eerst wetenschappelijk beschreven door Lévi. 